# Гредетин
Гредетѝн (на сръбски: Гредетин) е село в Централна Сърбия, разположено в община Алексинац, Нишавски окръг. Според преброяването от 2002 г. има 659 жители, от които 99,54% се самоопределят като сърби.
Според данните от 2011 г. населението му е 539 жители.
В българската история селото е известно с боевете по време на Креветската битка от 16 септември 1876 г. В тях участват 2000 български доброволци, начело с капитан Райчо Николов и войводата Панайот Хитов, които се сражават на страната на Сърбия срещу турците. На това събитие българският класик Иван Вазов посвещава стихотворението си „Боят при Гредетин“. Също така Гредетин е споменат в края на 17. глава на повестта „Немили-недраги“ , която отново е написана от Иван Вазов.

## Други
На Гредетин е наречена улица в квартал „Банишора“ в София (Карта).